# Huntley (Montana)
Huntley es un lugar designado por el censo ubicado en el condado de Yellowstone en el estado estadounidense de Montana. En el Censo de 2010 tenía una población de 446 habitantes y una densidad poblacional de 109,68 personas por km².

## Geografía
Huntley se encuentra ubicado en las coordenadas 45°54′1″N 108°18′18″O / 45.90028, -108.30500. Según la Oficina del Censo de los Estados Unidos, Huntley tiene una superficie total de 4.07 km², de la cual 3.9 km² corresponden a tierra firme y (4.14%) 0.17 km² es agua.

## Demografía
Según el censo de 2010, había 446 personas residiendo en Huntley. La densidad de población era de 109,68 hab./km². De los 446 habitantes, Huntley estaba compuesto por el 94.62% blancos, el 0% eran afroamericanos, el 1.12% eran amerindios, el 0.45% eran asiáticos, el 0% eran isleños del Pacífico, el 1.57% eran de otras razas y el 2.24% pertenecían a dos o más razas. Del total de la población el 4.93% eran hispanos o latinos de cualquier raza.